# Macropodium
Macropodium é um género botânico pertencente à família Brassicaceae.